# 賭王之王
《賭王之王》（英語：Rounders）是一部1998年美國劇情片，由約翰·達爾執導，大衛·李維恩和布萊恩·考波曼編劇，麥特·戴蒙、艾德華·諾頓、約翰·特托羅、芳姬·詹森、葛雷琴·莫爾、約翰·馬克維奇和馬丁·蘭道。電影於1998年9月4日在威尼斯电影节舉行首映，9月11日在美國上映。
故事講述了兩個朋友需要在高風險撲克中獲勝才能快速還清大筆債務的故事。原文片名取自術語老千，是指一個人從一個城市到另一座城市旅行，尋找高風險的紙牌遊戲。
《賭王之王》評價褒貶不一，並且在票房上取得了一定的成功。隨著2000年代初期的撲克熱潮，該片後來成為邪典電影。

## 演員
- 麥特·戴蒙飾演麥克·麥德莫特（Mike McDermott）
- 艾德華·諾頓飾演萊斯特·「沃姆」·墨菲（Lester "Worm" Murphy）
- 約翰·特托羅飾演喬伊·克尼許（Joey Knish）

該角是改編自地下撲克玩家喬爾·「百吉」·羅森伯格（Joel "Bagels" Rosenberg）。
- 芳姬·詹森飾演佩特拉（Petra）
- 邁克·瑞斯波利飾演格拉瑪（Grama）
- 葛雷琴·莫爾飾演喬（Jo）
- 約翰·馬克維奇飾演克格勃泰迪（Teddy KGB）
- 馬丁·蘭道飾演安貝·彼得羅夫斯基（Abe Petrovsky）
- 陳金海飾演他自己
- 美琳娜·卡娜卡瑞迪斯（英语：Melina Kanakaredes）飾演芭芭拉（Barbara）
- 比爾·坎普（英语：Bill Camp）飾演艾森伯格（Eisenberg）

## 外部連結
- 互联网电影数据库（IMDb）上《賭王之王》的资料（英文）
- AllMovie上《賭王之王》的资料（英文）
- 豆瓣电影上《賭王之王》的資料 （简体中文）
- TCM电影资料库上《賭王之王》的资料（英文）
- Box Office Mojo上《賭王之王》的資料（英文）